# Macworld Conference & Expo

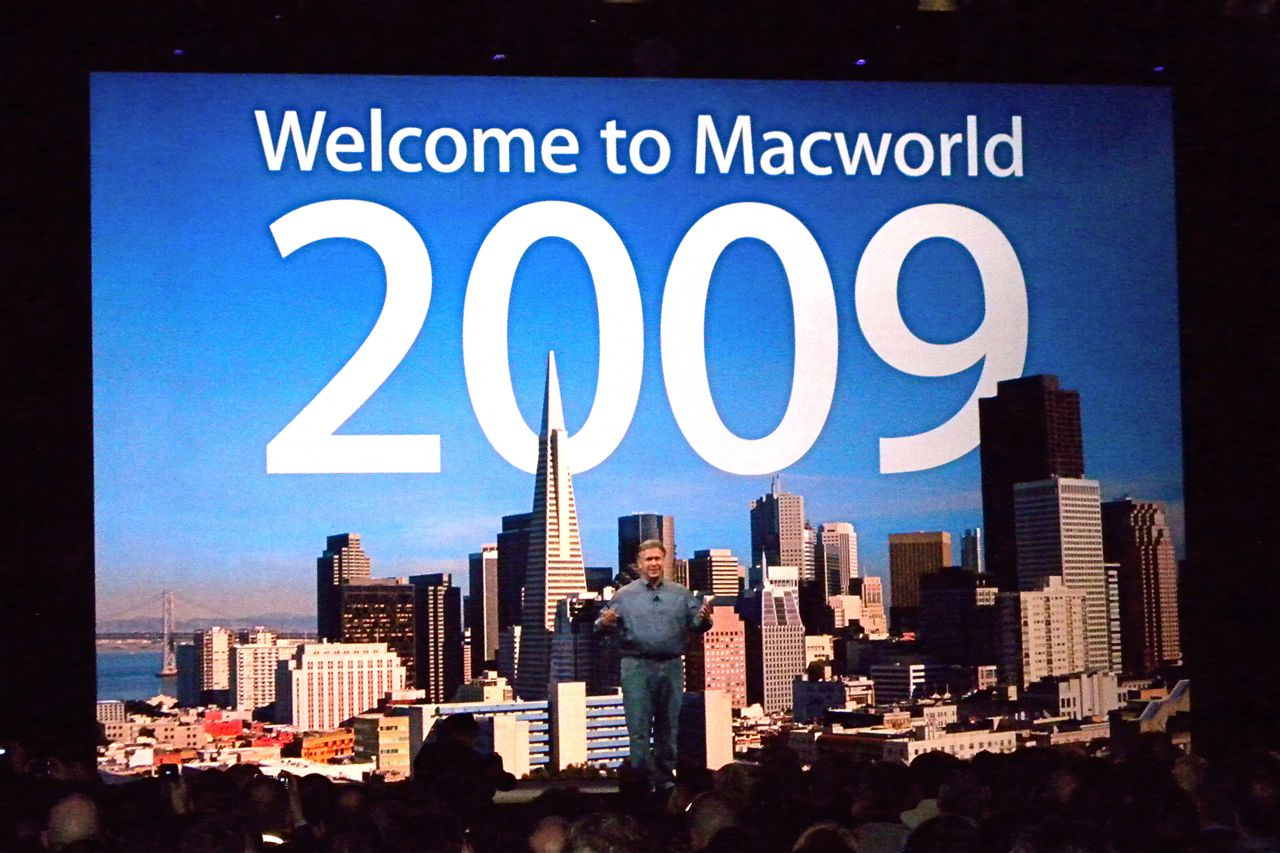
Phil Schiller lors de la Keynote de la MacWorld 2009

La Macworld Conference & Expo est un salon commercial consacré à la plate-forme Macintosh de la marque Apple. Elle est organisée et financée par la société IDG World Expo basée à Boston. Elle se tient en général lors de la deuxième semaine du mois de janvier au George Moscone Center de San Francisco.  
Depuis 1997, Apple y tenait une keynote où la firme présentait ses nouveautés logicielles et matérielles. Le 16 décembre 2008, Apple a annoncé que la Macworld de 2009 sera la dernière à laquelle elle participerait,,.